# Iron Horse State Park

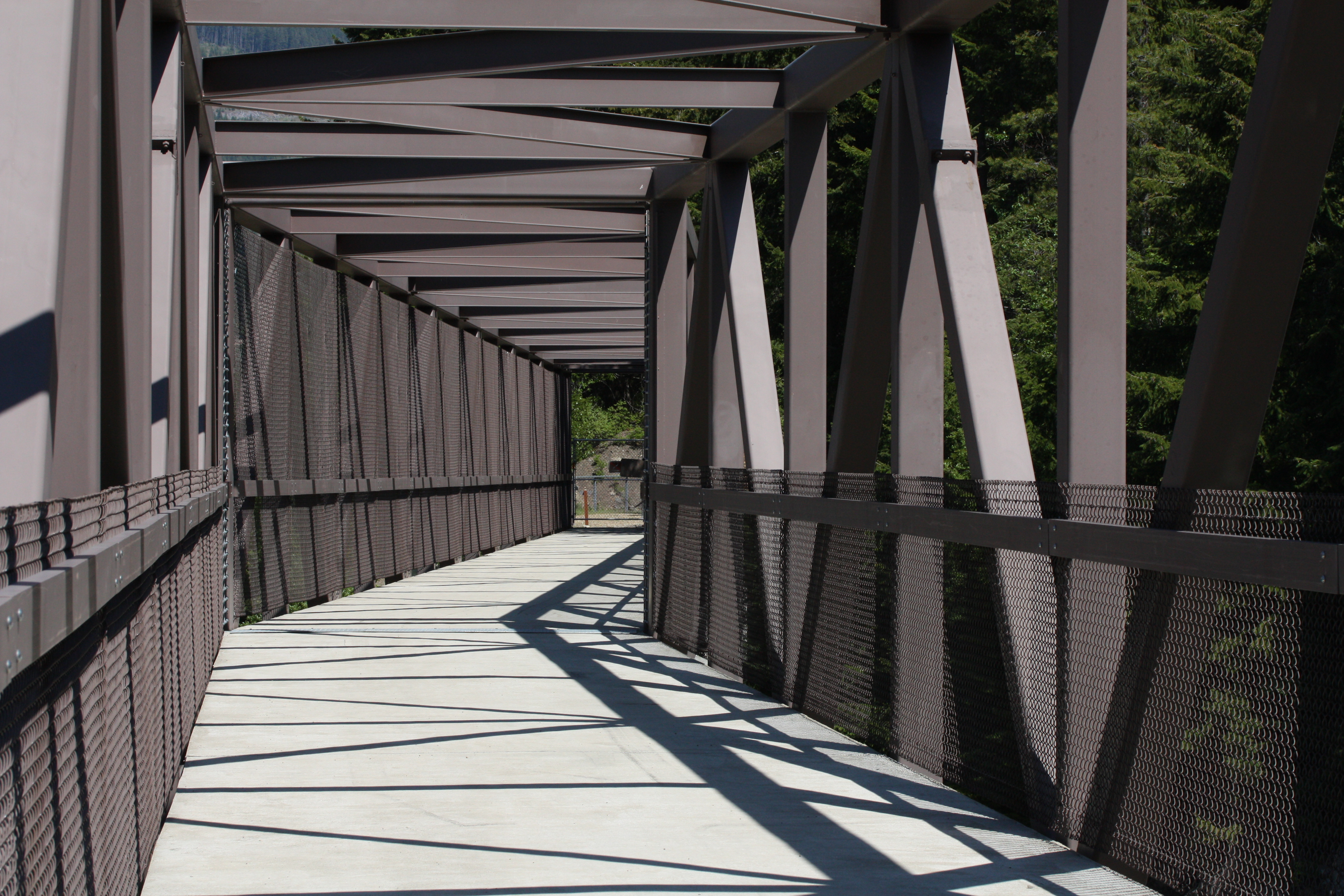
Brücke über den Yakima River mit der Bahnlinie der BNSF Railway am Lake Easton

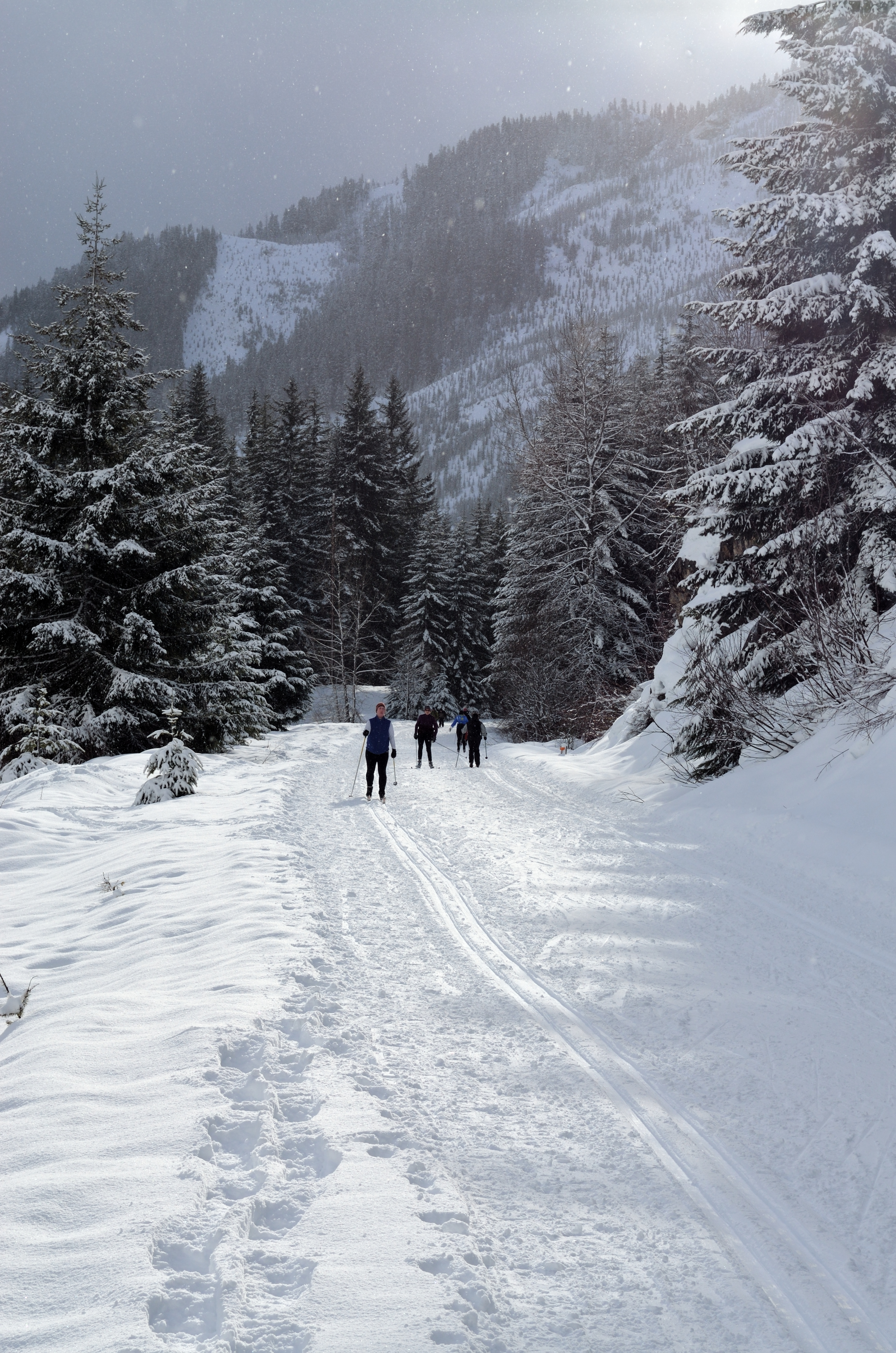
Querfeldein-Skifahren auf dem Iron Horse State Park Trail

Der Iron Horse State Park, Teil des Washington State Park System, ist ein 1.612 Acres (652 ha) großer Staatspark in der Kaskadenkette und dem Yakima River Valley zwischen Cedar Falls im Westen und dem Columbia River im Osten.
Der Park hängt mit einem Rail-Trail zusammen, der den Snoqualmie Pass überquert. Der Trail verläuft auf der früheren durch ein spezielles Wegerecht (engl. „right-of-way“) gesicherten Trasse der Milwaukee Road. Der größte Teil dieses Wegerechts zwischen Cedar Falls und der Grenze zu Idaho wurde vom Staat aufgrund einer Verzichtserklärung im Gefolge des Bankrotts der Eisenbahngesellschaft 1977 erworben. Als Bestandteil der Reorganisation der Firma sperrte die Eisenbahngesellschaft 1980 ihre Linien westlich von Miles City (Montana) und beendete den Betrieb in Washington. Der Staat akquirierte das Land Anfang der 1980er Jahre und wandelte schließlich das Wegerecht westlich des Columbia River in einen 110 mi (177 km) langen Trail zum Wandern, Mountainbiken und Reiten um. Der als Palouse to Cascades State Park Trail bekannte Weg setzt sich jenseits des Iron Horse State Park bis zur Grenze nach Idaho fort. Der Iron Horse State Park enthält den größten Teil der ausgebauten Anteile des Trails.
In Cedar Falls, an der Westgrenze des Iron Horse State Park, ist der Palouse to Cascades State Park Trail mit dem Snoqualmie Valley Trail des King County Regional Trail System verknüpft. 
Der Snoqualmie Valley Trail wurde auf einem Abschnitt der früheren Zweiglinie der Milwaukee Road von Cedar Falls nach Everett gebaut.

## Tourismus
Wie die meisten Rail-Trail-Projekte ist der Iron Horse bei Wanderern und Radfahrern beliebt. Es gibt viele Einstiegspunkte quer durch Washington, von denen die meisten moderne Einrichtungen, ausgedehnte Parkmöglichkeiten und auch eine Handvoll Campingplätze bieten. Der Trail verläuft meist durch Wälder, entlang von Seen und Wasserfällen und durchquert die Wasserscheide direkt am Snoqualmie Tunnel. Der Park ist von der Interstate 90 aus leicht zugänglich.
Der Iron Horse State Park ist wegen seiner Schönheit und Geschichtsträchtigkeit beliebt, obwohl er weniger bekannt ist als andere nahe gelegene Gebiete wie die Alpine Lakes Wilderness oder die Snoqualmie Falls.
Der Park Trail setzt sicht durch die Stadt South Cle Elum fort, wo der Bahnhof der Milwaukee Road wie auch die Reste des Betriebshofes erhalten geblieben sind. Diese Gebäude sind im National Register of Historic Places (NRHP) aufgeführt. Im Bahnhof gibt es ein kleines Museum. In Kittitas führt der Trail am dortigen Bahnhof und an einer der Zweigstellen der Milwaukee Road vorbei. Auch dieser Bahnhof ist im NRHP gelistet. Außer diesen Gebäuden sind andere Infrastruktureinrichtungen wie Tunnel und Brücken erhalten geblieben.